# Definição de limite (ε, δ)

Sempre que um ponto x está dentro de unidades δ de c, f(x) está dentro de ε unidades de L

No cálculo, a definição de limite (ε, δ) ("definição de limite epsilon-delta") ou definição formal de limite é uma formalização da definição de limite. O conceito é devido a Augustin-Louis Cauchy, que nunca deu uma definição de limite ({\displaystyle \varepsilon ,\delta }) em seu Cours d'Analyse, mas ocasionalmente usou argumentos {\displaystyle \varepsilon ,\delta } em provas. Ela foi primeiro dada como uma definição formal por Bernard Bolzano em 1817, e a afirmação moderna definitiva foi finalmente fornecida por Karl Weierstrass.  Faz rigorosa a seguinte definição informal: a expressão dependente f(x) aproxima-se do valor L à medida que a variável x se aproxima do valor c se f(x) pode ser considerada tão próxima quanto desejado de L tomando x suficientemente próximo de c.

## História
Embora os gregos examinassem o processo de limitação, como o método babilônico, eles provavelmente não tinham conceito semelhante ao limite moderno. A necessidade do conceito de limite entrou em vigor no século XVII, quando Pierre de Fermat tentou encontrar a inclinação da linha tangente em um ponto {\displaystyle x} de uma função como {\displaystyle f(x)=x^{2}}. Usando uma quantidade diferente de zero, mas quase zero, {\displaystyle E}, Fermat realizou o seguinte cálculo:
{\displaystyle {\begin{aligned}\mathrm {declive} &={\frac {f(x+E)-f(x)}{E}}\\&={\frac {(x+E)^{2}-x^{2}}{E}}\\&={\frac {x^{2}+2xE+E^{2}-x^{2}}{E}}\\&={\frac {2xE+E^{2}}{E}}=2x+E=2x.\\\end{aligned}}}
A chave para o cálculo acima é já que {\displaystyle E}é diferente de zero pode-se dividir {\displaystyle f(x+E)-f(x)} por {\displaystyle E}, mas já que {\displaystyle E} está perto de 0, {\displaystyle 2x+E} é essencialmente {\displaystyle 2x}. Quantidades como {\displaystyle E}são chamados infinitesimais. O problema com este cálculo é que os matemáticos da época foram incapazes de definir rigorosamente uma quantidade com propriedades de {\displaystyle E} embora fosse uma prática comum "negligenciar" os infinitesimais maiores e isso parecia produzir resultados corretos.
Esse problema reapareceu mais tarde, nos anos 1600, no centro do desenvolvimento do cálculo, porque cálculos como os de Fermat são importantes para o cálculo de derivativos. Isaac Newton primeiro desenvolveu o cálculo através de uma quantidade infinitesimal chamada fluxion. Ele os desenvolveu em referência à ideia de um "momento infinitamente pequeno no tempo..." No entanto, Newton mais tarde rejeitou os fluxions em favor de uma teoria de proporções próxima da moderna definição de limite {\displaystyle \epsilon -\delta } . Além disso, Newton estava ciente de que o limite da proporção de quantidades em fuga não era em si uma proporção, como ele escreveu:
Essas proporções finais ... não são, na verdade, proporções de grandezas finais, mas limites ... que podem se aproximar tanto que sua diferença é menor do que qualquer quantidade dada...
Além disso, Newton ocasionalmente explicou os limites em termos semelhantes à definição epsilon-delta. Gottfried Wilhelm Leibniz desenvolveu um infinitesimal próprio e tentou provê-lo com uma base rigorosa, mas ainda foi recebido com inquietação por alguns matemáticos e filósofos.
Eventualmente, Weierstrass e Bolzano são creditados com o fornecimento de uma base rigorosa para o cálculo sob a forma da definição de limite {\displaystyle \epsilon -\delta } moderna. A necessidade de referência a um infinitesimal {\displaystyle E} foi então removida e o cálculo de Fermat se transformou no cálculo do seguinte limite:
{\displaystyle {\begin{aligned}\lim _{h\to 0}{\frac {f(x+h)-f(x)}{h}}.\\\end{aligned}}}
Isso não quer dizer que a definição limitativa era livre de problemas, já que, embora removesse a necessidade de infinitesimais, era necessária a construção dos números reais por Richard Dedekind. Isso também não quer dizer que os infinitesimais não tenham lugar na matemática moderna, pois matemáticos posteriores foram capazes de criar rigorosamente quantidades infinitesimais como parte do número hiper-real ou dos sistemas numéricos surrealistas. Além disso, é possível desenvolver rigorosamente o cálculo com essas quantidades e eles têm outros usos matemáticos.

## Definição informal
Uma definição intuitiva ou provisória viável é que uma "função f aproxima-se do limite L próximo a (simbolicamente, {\displaystyle \lim _{x\to a}f(x)=L\,}) se pudermos considerar f(x) o mais próximo que quisermos de L, exigindo que x seja suficientemente próximo, mas não igual a, a.
Quando dizemos que duas coisas estão próximas (como f(x) e L ou x e a) queremos dizer que a distância entre elas é pequena. Quando f(x), L, x e a são números reais, a distância entre dois números é o valor absoluto da diferença dos dois. Assim, quando dizemos que f(x) está perto de L queremos dizer {\displaystyle |f(x)-L|} é pequeno. Quando dizemos que x e a estão próximos, queremos dizer que {\displaystyle |x-a|} é pequeno.
Quando dizemos que podemos deixar f(x) o mais próximo que quisermos de L, queremos dizer que para todas as distâncias não nulas, {\displaystyle \epsilon }, podemos fazer a distância entre f(x) e L menor que {\displaystyle \epsilon }.
Quando dizemos que podemos tornar f(x) o mais próximo possível de L, exigindo que x seja suficientemente próximo, mas, diferente de a, queremos dizer que para cada distância diferente de zero {\displaystyle \epsilon }, existe alguma distância {\displaystyle \delta } diferente de zero tal que se a distância entre x e a for menor que {\displaystyle \delta } então a distância entre f(x) e L é menor que {\displaystyle \epsilon }.
O aspecto que deve ser compreendido é que a definição requer a seguinte conversa. É fornecido qualquer desafio {\displaystyle \epsilon >0} para um dado f, a e L. Deve-se responder com um {\displaystyle \delta >0} tal que {\displaystyle 0<|x-a|<\delta } implica que {\displaystyle |f(x)-L|<\epsilon }. Se alguém puder fornecer uma resposta para qualquer desafio, terá provado que o limite existe.

## Definição precisa e definições relacionadas

### Definição precisa para funções com valor real
A definição {\displaystyle (\varepsilon ,\delta )} do limite de uma função é a seguinte:
Seja {\displaystyle f} uma função de valor real definida em um subconjunto {\displaystyle D} dos números reais. Seja {\displaystyle c} um ponto limite de {\displaystyle D} e seja {\displaystyle L} um número real. Nós dizemos que
{\displaystyle \lim _{x\to c}f(x)=L}
se para todo {\displaystyle \epsilon >0} existe um {\displaystyle \delta } tal que, para todo {\displaystyle x\in D}, se {\displaystyle 0<|x-c|<\delta }, então {\displaystyle |f(x)-L|<\epsilon }.
Simbolicamente:
{\displaystyle \lim _{x\to c}f(x)=L\iff (\forall \varepsilon >0,\,\exists \ \delta >0,\,\forall x\in D,\,0<|x-c|<\delta \ \Rightarrow \ |f(x)-L|<\varepsilon )}
Se {\displaystyle D=[a,b]} ou {\displaystyle D=\mathbb {R} }, então a condição que {\displaystyle c} é um ponto limite que é automaticamente atingido porque os intervalos reais fechados e toda a linha real são conjuntos perfeitos.

### Definição precisa para funções entre espaços métricos
A definição pode ser generalizada para funções que mapeiam entre espaços métricos. Esses espaços vêm com uma função, chamada métrica, que recebe dois pontos no espaço e retorna um número real que representa a distância entre os dois pontos. A definição generalizada é a seguinte:
Suponha que {\displaystyle f} esta definida em um subconjunto {\displaystyle D} de um espaço métrico {\displaystyle X} com uma métrica {\displaystyle d_{X}(x,y)} e mapeia em um espaço métrico {\displaystyle Y} com uma métrica {\displaystyle d_{Y}(x,y)}. Seja {\displaystyle c} um ponto limite de {\displaystyle D} e seja {\displaystyle L} um ponto de {\displaystyle Y}.
Nós dizemos que
{\displaystyle \lim _{x\to c}f(x)=L}
se para todo {\displaystyle \epsilon >0} existe um {\displaystyle \delta } tal que, para todo {\displaystyle x\in D}, se {\displaystyle 0<d_{X}(x,c)<\delta }, então {\displaystyle d_{Y}(f(x),L)<\epsilon }.
Já que {\displaystyle d(x,y)=|x-y|} é uma métrica sobre os números reais, pode-se mostrar que essa definição generaliza a primeira definição para funções reais.

### Negação da definição precisa
A negação da definição é a seguinte:
Suponha que {\displaystyle f} é definida em um subconjunto {\displaystyle D} de um espaço métrico {\displaystyle X} com uma métrica {\displaystyle d_{X}(x,y)} e mapeia em um espaço métrico {\displaystyle Y} com uma métrica {\displaystyle d_{Y}(x,y)}. Seja {\displaystyle c}  um ponto limite de {\displaystyle D} e seja {\displaystyle L} um ponto de {\displaystyle Y}.
Nós dizemos que
{\displaystyle \lim _{x\to c}f(x)\neq L}
se existe um {\displaystyle \epsilon >0}tal que para todo {\displaystyle \delta >0} existe um {\displaystyle x\in D} tal que {\displaystyle 0<d_{X}(x,c)<\delta } e  {\displaystyle d_{Y}(f(x),L)>\epsilon }.
Nós dizemos que {\displaystyle \lim _{x\to c}f(x)} não existe se para todo {\displaystyle L\in Y}, {\displaystyle \lim _{x\to c}f(x)\neq L}.
Para a negação de uma função de valor real definida nos números reais, basta definir {\displaystyle d_{Y}(x,y)=d_{X}(x,y)=|x-y|}.

### Definição precisa para limites no infinito
A definição precisa para limites no infinito é a seguinte:
Suponha que {\displaystyle f} é definida em um subconjunto {\displaystyle D} de um espaço métrico {\displaystyle X} com uma métrica {\displaystyle d_{X}(x,y)} e mapeia em um espaço métrico {\displaystyle Y} com uma métrica {\displaystyle d_{Y}(x,y)}. Seja {\displaystyle L\in Y}.
Nós dizemos que
{\displaystyle \lim _{x\to \infty }f(x)=L}
se para todo {\displaystyle \epsilon >0}, existe um número real {\displaystyle N>0} tal que existe um {\displaystyle x\in D} onde {\displaystyle d_{X}(x,0)>N} e tal que se {\displaystyle d_{X}(x,0)>N} e {\displaystyle x\in D}, então {\displaystyle d_{Y}(f(x),L)<\epsilon }.

## Exemplos trabalhados

### Exemplo 1
Nós vamos mostrar que
{\displaystyle \lim _{x\to 0}x\operatorname {sen} {\left({\frac {1}{x}}\right)}=0}.
Nós deixamos que {\displaystyle \epsilon >0} seja dado. Precisamos encontrar um {\displaystyle \delta >0} tal que {\displaystyle |x-0|<\delta } implica {\displaystyle \left|x\operatorname {sen} {\left({\frac {1}{x}}\right)}-0\right|<\epsilon }.
Como o seno é limitado acima por 1 e abaixo por -1,
{\displaystyle {\begin{aligned}\left|x\operatorname {sen} {\left({\frac {1}{x}}\right)}-0\right|&=\left|x\operatorname {sen} {\left({\frac {1}{x}}\right)}\right|\\&=|x|\left|\operatorname {sen} {\left({\frac {1}{x}}\right)}\right|\\&\leq |x|.\end{aligned}}}
Assim, se tomarmos {\displaystyle \delta =\epsilon }, então {\displaystyle |x|=|x-0|<\delta } implica {\displaystyle \left|x\operatorname {sen} {\left({\frac {1}{x}}\right)}-0\right|\leq |x|<\epsilon }, que completa a prova.

### Exemplo 2
Vamos provar a afirmação de que
{\displaystyle \lim _{x\to a}x^{2}=a^{2}}
para qualquer número real {\displaystyle a}.
Seja {\displaystyle \epsilon >0} dado. Precisamos encontrar um {\displaystyle \delta >0} tal que {\displaystyle |x-a|<\delta } implica {\displaystyle |x^{2}-a^{2}|<\epsilon }.
Começamos por fatorar:
{\displaystyle |x^{2}-a^{2}|=|(x-a)(x+a)|=|x-a||x+a|.}
Nós reconhecemos que {\displaystyle |x-a|} é o termo limitado por {\displaystyle \delta } então podemos pressupor um limite de 1 e depois escolher algo menor que aquele para {\displaystyle \delta }.
Então nós supomos {\displaystyle |x-a|<1}. Já que {\displaystyle |x|-|y|\leq |x-y|} vale no geral para números reais {\displaystyle x} e {\displaystyle y}, nós temos
{\displaystyle |x|-|a|\leq |x-a|<1.}
Portanto,
{\displaystyle |x|<1+|a|.}
Assim, através da desigualdade triangular,
{\displaystyle |x+a|\leq |x|+|a|<2|a|+1.}
Assim, se supormos ainda que
{\displaystyle |x-a|<{\frac {\epsilon }{2|a|+1}}}
então
{\displaystyle |x^{2}-a^{2}|<\epsilon }.
Em resumo, definimos
{\displaystyle \delta =\min {\left(1,{\frac {\epsilon }{2|a|+1}}\right)}}.
Então, se {\displaystyle |x-a|<\delta }, então
{\displaystyle {\begin{aligned}|x^{2}-a^{2}|&=|x-a||x+a|\\&<{\frac {\epsilon }{2|a|+1}}(|x+a|)\\&<{\frac {\epsilon }{2|a|+1}}(2|a|+1)\\&=\epsilon \\\end{aligned}}}
Assim, encontramos um {\displaystyle \delta } tal que {\displaystyle |x-a|<\delta } implica {\displaystyle |x^{2}-a^{2}|<\epsilon }. Assim, mostramos que
{\displaystyle \lim _{x\to a}x^{2}=a^{2}}
para qualquer número real {\displaystyle a}.

### Exemplo 3
Vamos provar a afirmação de que
{\displaystyle \lim _{x\to 5}(3x-3)=12.}
Isto é facilmente mostrado através de entendimentos gráficos do limite e, como tal, serve como uma base forte para a introdução à prova. De acordo com a definição formal acima, uma definição de limite está correta se, e somente se, {\displaystyle x} até {\displaystyle \delta } unidades de {\displaystyle c} vão inevitavelmente confinar {\displaystyle f(x)} até {\displaystyle \varepsilon } unidades de {\displaystyle L}. Neste caso específico, isto significa que a afirmação é verdadeira se e somente se confinando {\displaystyle x} até {\displaystyle \delta } unidades de 5 vão inevitavelmente confinar
{\displaystyle 3x-3}
até {\displaystyle \varepsilon } unidades de 12. A chave geral para mostrar essa implicação é demonstrar como {\displaystyle \delta } e {\displaystyle \varepsilon } devem estar relacionados uns com os outros de tal forma que a implicação se mantenha. Matematicamente, queremos mostrar que
{\displaystyle 0<|x-5|<\delta \ \Rightarrow \ |(3x-3)-12|<\varepsilon .}
Simplificando, fatorando e dividindo por 3 no lado direito da implicação
{\displaystyle |x-5|<\varepsilon /3,}
que imediatamente dá o resultado desejado se escolhermos
{\displaystyle \delta =\varepsilon /3.}
Deste modo a prova está completa. A chave para a prova está na capacidade de escolher limites em {\displaystyle x}, e, em seguida, concluir os limites correspondentes em {\displaystyle f(x)}, que neste caso foram relacionados por um fator de 3, que é inteiramente devido à inclinação de 3 na linha
{\displaystyle y=3x-3.}

## Continuidade
Uma função f é dita como sendo contínua em c se ela é definida em c e seu valor em c é igual ao limite de f quando x se aproxima de c:
{\displaystyle \lim _{x\to c}f(x)=f(c).}
A definição {\displaystyle (\varepsilon ,\delta )} para uma função contínua pode ser obtida a partir da definição de um limite, substituindo {\displaystyle 0<|x-c|<\delta } com  {\displaystyle |x-c|<\delta } para garantir que f seja definida em c e seja igual ao limite.
f é dita ser contínua em um intervalo I se for contínua em todo ponto c de I.

## Comparação com a definição infinitesimal
Keisler provou que uma definição hiper-real de limite reduz a complexidade do quantificador por dois quantificadores. Nomeadamente, {\displaystyle f(x)} converge para um limite L enquanto {\displaystyle x} tende a {\displaystyle a} se e somente se para cada infinitesimal {\displaystyle e}, o valor {\displaystyle f(x+e)} é infinitamente próximo a L. Livros de cálculo infinitesimais baseados na abordagem de Robinson fornecem definições de continuidade, derivada e integral em pontos-padrão em termos de infinitesimais. Uma vez que noções como continuidade tenham sido exaustivamente explicadas através da abordagem usando a micro continuidade, a abordagem épsilon-delta é apresentada também. Karel Hrbáček argumenta que as definições de continuidade, derivada e integração na análise não-padrão do estilo Robinson devem ser fundamentadas no método ε – δ para também cobrir valores não-padrão de entrada. Błaszczyk et al. argumenta que a micro continuidade é útil no desenvolvimento de uma definição transparente de continuidade uniforme, e caracterizam a crítica de Hrbáček como um "lamento duvidoso".  Hrbáček propõe uma alternativa de análise não-padrão, que (ao contrário de Robinson) tem muitos "níveis" de infinitesimais, de modo que os limites em um nível podem ser definidos em termos de infinitesimais no próximo nível.